# Carte Chifa

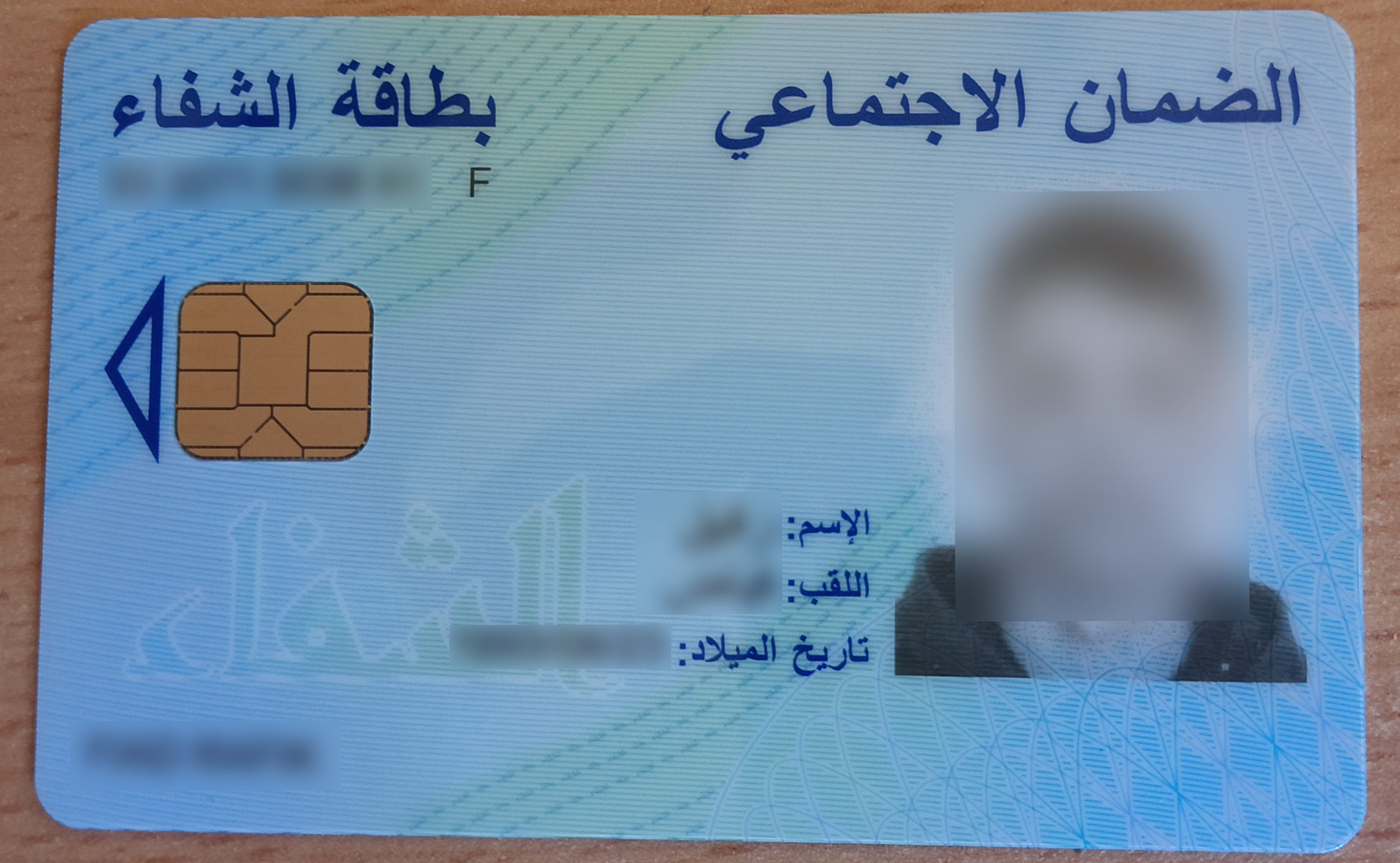
Carte Chifa

La Carte Chifa est une carte d'assurance maladie de la sécurité sociale en Algérie, c'est une carte à puce au format carte de crédit (plus précisément au format ID1) permettant de justifier les droits du titulaire de la carte (ou de ses ayants droit, mineurs ou conjoint) à la couverture par un organisme de sécurité sociale des dépenses de santé en Algérie. Cette carte, identique pour tous les régimes obligatoires et utilisables seulement en Algérie . 

## Description
Un décret publié au journal officiel donne le feu vert à la Caisse nationale des assurances sociales (CNAS) des salariés d'intégrer les mutuelles dans le système du tiers-payant. Ce qui ouvre la voie à un remboursement à 100 % au lieu de 80 %, actuellement, des frais des médicaments et des soins médicaux.
Le décret exécutif n° 18-228, modifiant et complétant certaines dispositions du décret exécutif n° 10-116 du 18 avril 2010, prévoit dans son article 8 d’insérer dans la carte Chifa les données relatives aux prestations de la mutuelle de l'assuré.
Fin 2023, Le ministre du Travail, de l'Emploi et de la Sécurité sociale, Fayçal Bentaleb, annonce le lancement de la deuxième version de la carte Chifa, avec une augmentation des remboursements de 3 000 DA à 5 000 DA par ordonnance. Cette nouvelle version offre une plus grande capacité de stockage et une intégration améliorée avec les services de sécurité sociale.

## Informations contenues dans une carte Chifa
Elle contient les informations suivantes :
1. des données visibles comportant un numéro d'émetteur, un numéro propre à la carte, la date d'émission de cette dernière et des données d'identification du titulaire, à savoir son Numéro de sécurité sociale, son nom de famille, son prénom, sa date de naissance, une photographie en couleur, de face, tête nue, récente et parfaitement ressemblante, et un signe d'identification de la carte en relief ;
2. des données inscrites dans le composant électronique de la carte :
  1. les données visibles mentionnées ci-dessus ainsi que la période de validité de la carte, le nom de famille du titulaire s'il diffère du nom d'usage, ses autres prénoms le cas échéant, sa date de naissance, son adresse et la photographie numérisée identique à celle figurant sur la carte,
  2. les données relatives aux droits aux prestations en nature au regard d'un régime de base d'assurance maladie,
  3. les données relatives au choix du médecin traitant du titulaire de la carte,